# Jeroni Obrador
Jeroni Guiem Obrador Rosselló (Santañí, Baleares, 7 de octubre de 1979), más conocido como Jeroni Obrador, es un dramaturgo, director, actor y productor español.

## Biografía
Jeroni Obrador nació el 7 de octubre de 1979 en Santañí, un pueblo situado en el sur de Mallorca.
En 2009 obtuvo la licenciatura en Arte Dramático, especialidad Interpretación Textual, en la Escuela Superior de Arte Dramático (E.S.A.D.) de Sevilla. 
En 2010 realizó un máster en Guion de Cine y Televisión en la Universidad Autónoma de Barcelona (UAB) y en 2011 un posgrado en Teatroterapia en el Instituto Superior de Estudios Psicológicos (ISEP).
Empezó su trayectoria artística como actor en 1995 en un grupo de teatro llamado "Ses espigues del 79” en su pueblo natal, Santañí. Representaban comedias mallorquinas de Joan Mas como “Un senyor damunt un ruc”, “sa Padrina”. Formó parte de este grupo teatral hasta 1999. 
Seguidamente empezó con obras teatrales más experimentales como “Delirio, obra por representar” de David Vélez, que también dirigió, en la Casa de Quevedo en Torre de Juan Abad o "Ámen, Amén" para Teatro del Inodoro en Córdoba. Ha representado el papel de Leonardo en "Bodas de Sangre" o de Teodoro en el "Perro del Hortelano" de Córdoba. En 2009 hizo “Jardín de amores” dirigida por Roberto Quintana e “Historia de un zoo”. También participó como actor en gira internacional (Uruguay, Argentina, México) en el papel de Emperador de “El arquitecto y el emperador de Asiria”.
Es sobre todo conocido por su extensa investigación en el ámbito de la cultura emocional y actualmente por la creación de un nuevo género teatral llamado "Ànima", que surge de dicha investigación y pone en valor la autogestión emocional mediante la técnica actoral, objetivo de su investigación y de su fuente de creación, y es reconocida como un entrenamiento emocional para todos los públicos. El manifiesto del género teatral "Ànima" ha sido publicado por varios medios de comunicación afines al mundo del teatro y el cine.
Entre sus textos más reconocidos se encuentra la obra de teatro "La Guerra de las imágenes" (enlace roto disponible en Internet Archive; véase el historial, la primera versión y la última)., publicada en 2011, calificada por el diario El Tiempo, de Colombia, como "la tragicomedia de los indignados del mundo".
Entre sus trabajos destacan las direcciones de las obras "Parasceve" de Blai Bonet; "El arquitecto y el emperador de Asiria" de Fernando Arrabal; y "Vivir Soñando", un espectáculo de danzaterapia con la escritora Paquita Ferragut.
Obrador también ha dejado huella con textos propios, como "Bertoldino", "Bernat" y "Magallanes.0". Esta última obra, que le valió nominación a mejor actor protagonista en los Premios MAX a Rodo Gener, fue parte del programa oficial del Ministerio de Cultura de España para el V Centenario de la Primera Vuelta al Mundo y de la Red Mundial de Ciudades Magallánicas. Posteriormente sería producida en Argentina, donde Claudio Pazos fue nominado a los premios ACE, Uruguay y Paraguay por productoras latinoamericanas.
Obrador ha realizado giras por toda España, Alemania, Colombia, Argentina, Uruguay, México, Chile u Holanda. 
Ha trabajado como ayudante de dirección y dramaturgia en "La casa de Bernarda Alba" de El Vacie - TNT / ATalaya y con Cristóbal Jodorowsky en su teatro psicomágico.
Participó con su investigación “Cultura Emocional”, sobre el entrenamiento de las emociones mediante la técnica actoral, en el DIRECTOR´S LABMED del Teatre Lliure de Barcelona, que se llevó a cabo en julio de 2020. Su investigación empezó en los talleres de 2008 en Sevilla y fue una asignatura en 2014 de la Universidad San Jorge de Zaragoza, avalada posteriormente por instituciones como el Festival de Manizales, la Universidad de Buenos Aires, la ESAD de Sevilla o el Ministerio de Cultura de Uruguay.
Es también productor de cine y Realidad Vitual, con títulos como "Espigadores de Nador", "El teatre de Blai Bonet", "Las residentes" o "Ànima Performativa" esta última de Realidad Virtual. 

## La guerra de las imágenes
La guerra de las imágenes es una destacada obra de teatro escrita por el dramaturgo mallorquín Jeroni Guiem Obrador. La obra se ha convertido en un símbolo del movimiento 15M, también conocido como el movimiento de los Indignados, debido a sus paralelismos con las demandas y la indignación social que caracterizaron a este movimiento.

### Origen y Creación
La obra "La guerra de las imágenes" vio la luz como libro el 16 de mayo de 2011. Jeroni Guiem Obrador, residente en Sevilla desde 2005, presentó la obra en la Feria del Libro de Sevilla durante el mismo año. Esta presentación coincidió con el surgimiento del movimiento 15-M en plazas de toda España. Guiem puso el texto a disposición del público en línea, y miembros del movimiento Occupy Wall Street en Nueva York lo tradujeron al inglés, facilitando su difusión internacional.

### Trama
"La guerra de las imágenes" es una tragicomedia que se desarrolla en torno a dioses grecorromanos, Júpiter y Marte. Júpiter se da cuenta de la indignación de la humanidad y convoca a los dioses con el objetivo de desobsesionar a los seres humanos y evitar una inminente guerra. El tema y mensaje central es la libertad de sentir mediante la técnica actoral. La obra aborda temas relacionados con la obsesión, el maltrato, la enfermedad y el abuso de poder, apelando a un cambio en los valores humanos para superar la indignación mundial.

### Representaciones
La obra fue interpretada en múltiples lugares y contextos en concordancia con el espíritu del movimiento 15M y su mensaje de cambio a través del teatro y la cultura. La obra fue leída por actores del 15M en Andalucía, en la Plaza Nueva, durante la toma de posesión del alcalde Zoido en junio de 2011. También se representó en San Francisco por miembros de Occupy San Francisco en octubre de 2013. El monólogo de Marte, un personaje principal de la obra, ha sido traducido a 15 idiomas y compartido en línea por diversos movimientos y asociaciones en todo el mundo como un llamado al cambio de valores a través de la cultura.

### Recepción
"La guerra de las imágenes" ha sido elogiada como una obra profética que captura la indignación y la situación social de su tiempo. Varios medios de comunicación han destacado su relevancia en la predicción de la indignación global. El diario El País se refirió a la obra como un "Nostradamus", mientras que El Tiempo de Colombia le dedicó una página entera en su edición escrita, calificándola como "La tragicomedia de los indignados del mundo.".
La obra se ha apoyado en diversos movimientos y asociaciones culturales, incluyendo Occupy Wall Street, #NOSINCULTURA, Moviment Crida, Marea Roja-Cultura, y asociaciones como la Unión de Actores y AAVIB, para promover un cambio de valores a través del arte y la cultura.

## Ànima
"Ànima" representa un nuevo género teatral que se centra en la autogestión emocional a través de la técnica actoral. Esta obra fue creada y dirigida por Jeroni Obrador, dramaturgo mallorquín especialista en teatroterapia. "Ànima" se presenta como una experiencia teatral innovadora que permite al público aprender autogestión emocional durante la función. La obra transita por las 6 emociones básicas, como la sorpresa, la tristeza, la ira, el asco, el miedo y la alegría, utilizando poemas de destacados autores nacionales e internacionales, incluyendo a Violeta Parra, Gabriela Mistral, Mauricio Redolés, Pau Vadell, Antònia Vicens y Antoni Vidal Ferrando.
El montaje de "Ànima" trasciende la mera representación escénica y promueve la participación activa del espectador en el descubrimiento y la aplicación de la inteligencia emocional a través de la técnica actoral. Jeroni Obrador guía al público desde la platea y lo involucra junto a los actores en un viaje emocional colectivo.
La obra fue preestrenada en colaboración con el Teatro de Petra y el apoyo del Consejo de Mallorca a través del CACIM. Este estreno formó parte del Ciclo Intelsoul en autogestión emocional escénica, que contó con el patrocinio de la regiduría de Cultura del Ayuntamiento de Santañí. Además, se presentó la Plataforma Intelsoul, una plataforma en línea que se enfoca en la autogestión emocional a través de la formación escénica.
El género teatral "Ànima" se basa en una serie de principios dramatúrgicos que lo definen como multidisciplinario y participativo. La obra permite la introducción de textos de diferentes autores, tanto teatrales como no teatrales, así como representaciones musicales, de danza, cine y audiovisual. La estructura de "Ànima" es contemporánea y flexible, lo que permite su adaptación para diferentes audiencias, desde público infantil hasta adulto.
"Ànima" representa una nueva forma de hacer teatro, donde el espectador se convierte en parte activa de la obra y aprende a conectar emocionalmente con los demás. Además, esta experiencia teatral incorpora elementos de autogestión emocional, como el yoga, la meditación, la psicología, la neurobiología y la antropología, con el objetivo de enriquecer la experiencia del espectador.
Este género teatral innovador se ha presentado tanto en Mallorca como en Santiago de Chile, cruzando fronteras y llegando a nuevos públicos. Jeroni Obrador ha desarrollado una investigación exhaustiva durante una década en compañías, centros e instituciones de Iberoamérica, culminando en el 2020 en el Director´s Lab Med en el Teatre Lliure de Barcelona, donde compartió sus conocimientos con directores de todo el mundo.
"Ànima" representa un avance en la concepción de la escena teatral, promoviendo la autogestión emocional a través de la técnica actoral, alfabetizando en la emoción a la sociedad y permitiendo al espectador experimentar y resolver conflictos emocionales durante la función.

## Obra
| Año       | Título                                                     | Papel / Trabajo                                      | Detalles |
| --------- | ---------------------------------------------------------- | ---------------------------------------------------- | --- |
| 2024      | "Ànima Performativa"                                       | Director, Productor, guionista.                      | Cine Realidad Virtual. Generalidad de Cataluña y Ayuntamiento de Santañí.                                                  |
| 2023      | "Pell de Sargantana"                                       | Director, Productor.                                 | Coproducción Teatro Principal de Palma.                                                                                    |
| 2023      | "Les residents"                                            | Productor                                            | Cine. Festival de Málaga.                                                                                                  |
| 2022      | "Bertoldino"                                               | Director / Dramaturgo / Productor                    | Producción Teatro Independiente Tshock                                                                                     |
| 2022      | "Les espigadores de Nador"                                 | Productor                                            | Cine. Premio Futuros Utópicos del Mediterráneo, Universidad de las Islas Baleares (UIB)                                    |
| 2021      | "Ànima"                                                    | Director / Dramaturgo / Maestro de ceremonias        | Coproducción Teatro de Petra, patrocinado por Teatro Principal de Santañí, colaboración con el Consejo Insular de Mallorca |
| 2021      | "Agradecer haber nacido"                                   | Voz guía en el audiovisual                           | Con la actriz Lara Martorell, 4 de julio de 2021                                                                           |
| 2019      | "Magallanes.0"                                             | Director / Dramaturgo                                | Programa oficial Red Mundial de Ciudades Magallánicas y V Centenario de la Primera Vuelta al Mundo                         |
| 2019      | "Bernat"                                                   | Director / Dramaturgo                                | Centenario Bernat Vidal Tomás                                                                                              |
| 2017      | "Salomé, els set vels"                                     | Director / Dramaturgo                                | Ganadora concurso Teatro Principal de Palma, marzo 2017                                                                    |
| 2015      | "Narco"                                                    | Director / Dramaturgo / Actor                        | Estreno Fira B! septiembre 2015                                                                                            |
| 2017      | "El Arquitecto y El emperador de Asiria"                   | Director / Dramaturgo / Actor (personaje: Emperador) | Estreno en Festival FACYL (Salamanca), julio 2017                                                                          |
| 2015      | "El Arquitecto y El emperador de Asiria"                   | Director / Dramaturgo / Actor (personaje: Emperador) | Versión y traducción al catalán de Fernando Arrabal, estreno Teatro principal Palma, octubre 2015                          |
| 2015      | "Narco"                                                    | Dramaturgo / Actor                                   | Estreno Fira B! septiembre 2015                                                                                            |
| 2014-2016 | "Christmas Carol"                                          | Actor (personaje: Espíritu del presente)             | Teatro en Inglés, Isla Producciones. diciembre 2014-2016, Palma                                                            |
| 2014      | "Ponerse al día"                                           | Entrenador                                           | Película de Pep Bonet, AltaMar Producciones. enero 2014                                                                    |
| 2013      | "La flor de l'ametller"                                    | Voz al documental                                    | Brain Rain Audiovisuals. junio 2013                                                                                        |
| 2013      | "Crímme Dinner"                                            | Director                                             | Teatro en Alemán, Das PopHaus. Estrena, junio 2013                                                                         |
| 2012-2017 | "Parasceve"                                                | Director / Dramaturgo / Actor (personaje: Soldado)   | Tshock Cultura Emocional. Estreno Teatro Principal de Palma, diciembre 2012-diciembre 2017                                 |
| 2012-2015 | "Vivir Soñando" (Proyecto arteterapéutico)                 | Director                                             | Escritora Paquita Ferragut. Estrenado en la Plaza de España                                                                |
| 2012-2013 | "Padres, Madres, Hijos e Hijas"                            | Ayudante de Dirección / Ayudante de Dramaturgia      | Cristóbal Jodorowsky. Estreno en Buenos Aires (septiembre 2013)                                                            |
| 2013      | "La guerra de las imágenes"                                | Director                                             | Teatro Quince de Mayo, estrenada en Puerta del Sol de Madrid el 15 de mayo de 2013                                         |
| 2011      | "La guerra de las imágenes"                                | Dramaturgo                                           | Editado por Jirones de Azul, 2011, Sevilla.                                                                                |
| 2010-2011 | "Coran 45321"                                              | Director / Dramaturgo / Actor (personaje: Jefe)      | Productora Tshock. Gira por Andalucía y Baleares                                                                           |
| 2010-2011 | "Coran 45321"                                              | Director / Dramaturgo / Actor (personaje: Jefe)      | Productora Tshock. Gira por Andalucía y Baleares                                                                           |
| 2010      | "Ecos"                                                     | Actor                                                | Grupo musical Entreveus, videopoema para el espectáculo. Estreno Teatro Xesc Fortesa, 8 de octubre de 2010                 |
| 2009      | "La casa de Bernarda Alba"                                 | Ayudante y asesor de Dramaturgia                     | Gitanas del Vacie-TNT. De Pepa Gamboa. Gira nacional y 8 premios a diferentes categorías del montaje                       |
| 2009      | "Recuerda, repítelo siempre: re es una nota que suena mal" | Ensayo de interpretación                             | Publicado por Editorial Bubok., mayo 2009                                                                                  |
| 2007-2008 | "Tiempo de oscuridad, vida y obra de Juan de la Cruz"      | Actor (personaje: Fray Juan Bautista)                | Cía. “Benjamín Soriano”, Sevilla. octubre 2007-2008                                                                        |
| 2007      | "El Perro del Hortelano"                                   | Actor (Personaje: Teodoro)                           | ESAD Córdoba. junio 2007                                                                                                   |
| 2006      | "Bodas de Sangre"                                          | Actor (Personaje: Leonardo)                          | ESAD Córdoba. junio 2006                                                                                                   |
| 2005-2006 | "Ámen, Amén"                                               | Actor (personaje: Sacerdote)                         | Grupo Teatro del Inodoro, Gira 2005-06 (Sala Metrópolis, Juan XXIII, Freak Town, Sala Duque de Rivas...)                   |
| 1995-1999 | "Ses espigues del 79"                                      | Actor                                                | Representación comedias mallorquinas de Joan Mas, “Un senyor damunt un ruc”, “sa Padrina”, Mallorca, 1995-1999             |

### Como productor
- Fundador de la productora Tshock Cultura emocional, 2010-actualidad.

- Creador de la plataforma en línea para formadores escénicos Intelsoul, 2021, de cuya marca es propietario. Y que comercializa el género teatral Ànima, así como los talleres para Maestros de las emociones.

- Socio Fundador de la Asociación Cultural y arte terapéutica: Anagnórisis-Can Timoner, de la que fue presidente desde sus inicios en 2012 al 2016.

## Premios
- Premi Futurs utòpics de la mediterrània. Por la película "Espigadores de Nador", UIB. 2022.
- Mención de Honor del Premio José María Vilches de la secretaría de Cultura de Mar de Plata, 2021.
- Nominación a mejor actor protagonista por su actuación en solitario en "Magallanes.0" a Rodo Gener en los Premios MAX 2020
- Ganador Certamen “En motiu de Salomé” del Teatro Principal de Palma. 2017.
- Finalista V Cenit 2013. Cicus, Sevilla, por "Parasceve" de Blai Bonet.
- Premio Europeo de la Cultura Gitana a la Concordia por "La casa de Bernarda ALBA-TNT".